# Ontofaginos
Ontofaginos (Onthophagini) são uma tribo de escaravelhos. Comumente localizado na verdadeira subfamília do escaravelho do esterco (Scarabaeinae), ele pertence a um grupo de subfamílias separadas como subfamília Coprinae em alguns tratamentos.
Onthophagini frequentemente exibe dimorfismo sexual, com os machos tendo ornamentos de cabeça e tórax maiores e mais elaborados, mas não no grau visto nos besouros rinocerontes da subfamília do escaravelho Dynastinae, por exemplo.

## Genera
- Alloscelus
- Amietina
- Anoctus
- Caccobius Thompson, 1859
- Cambefortius
- Cassolus
- Cleptocaccobius
- Cyobius
- Diastellopalpus
- Digitonthophagus
- Disphysema
- Dorbignyolus
- Euonthophagus Balthasar, 1959
- Eusaproecius
- Heteroclitopus
- Hyalonthophagus
- Krikkenius
- Megaponerophilus
- Milichus
- Mimonthophagus
- Neosaproecius
- Onthophagus Latreille, 1802
- Phalops
- Pinacopodius
- Pinacotarsus
- Proagoderus
- Pseudosaproecius
- Stiptocnemis
- Stiptopodius
- Stiptotarsus
- Strandius
- Sukelus
- Tomogonus
- Walterantus

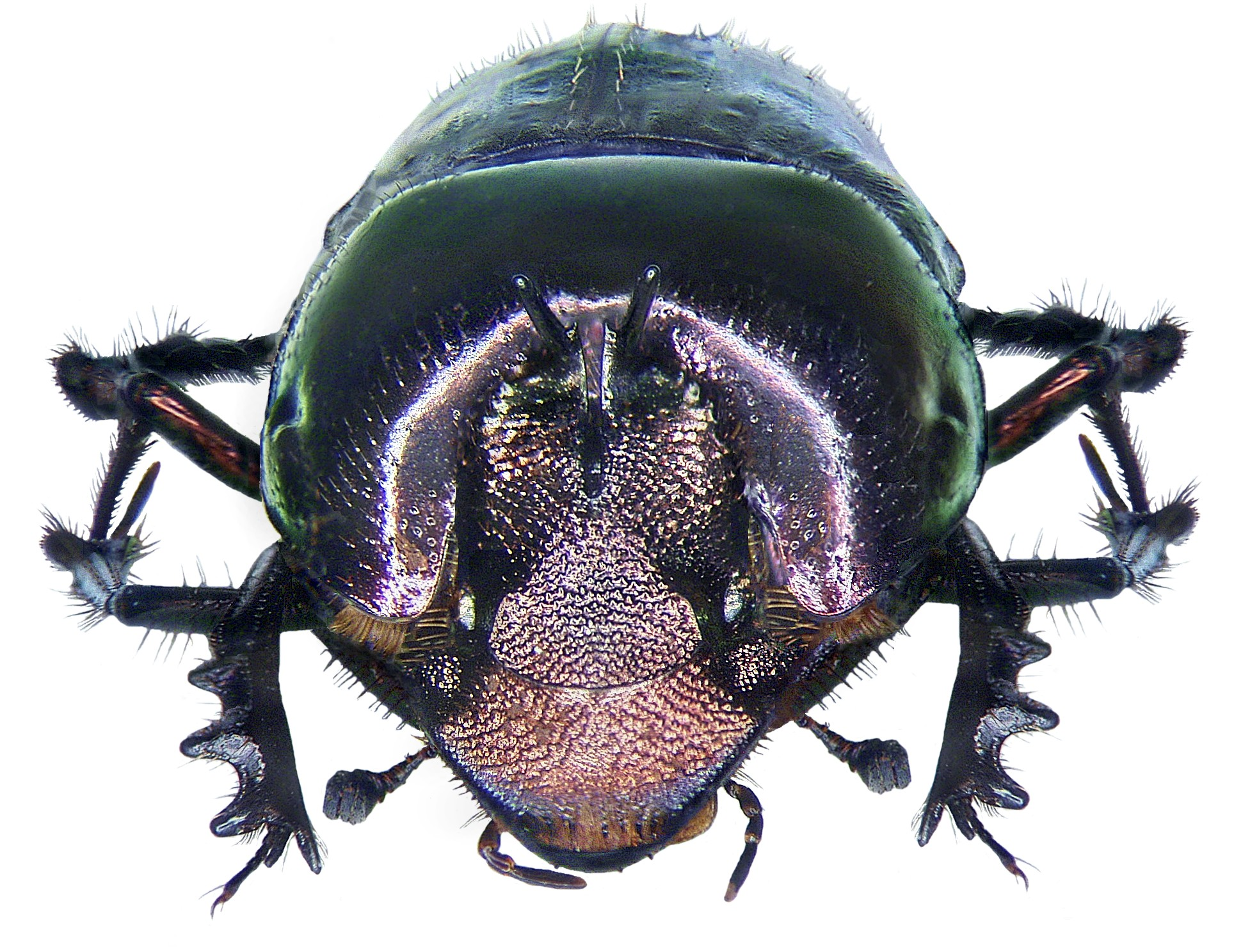
Phalops aurifrons